# Mordellochroa tournieri
Mordellochroa tournieri is een keversoort uit de familie spartelkevers (Mordellidae). De wetenschappelijke naam van de soort is voor het eerst geldig gepubliceerd in 1876 door Emery.